# Mauritische Volleyballnationalmannschaft der Frauen
Die mauritische Volleyballnationalmannschaft der Frauen ist die Auswahl mauritischer Volleyballspielerinnen, welche die Mauritius Volleyball Association (MVA) auf internationaler Ebene, beispielsweise in Freundschaftsspielen gegen die Auswahlmannschaften anderer nationaler Verbände, aber auch bei internationalen Wettbewerben repräsentiert. 1959 trat der nationale Verband dem Weltverband Fédération Internationale de Volleyball (FIVB) bei. Im August 2012 wurde die Mannschaft auf Platz 74 der Weltrangliste geführt.

## Internationale Wettbewerbe

### Mauritius bei Weltmeisterschaften
Die Mannschaft konnte sich bisher nicht für eine Weltmeisterschaft qualifizieren.

### Mauritius bei Olympischen Spielen
Bisher gelang es der Mannschaft nicht, sich für die olympischen Wettbewerbe zu qualifizieren.

### Mauritius bei Afrikameisterschaften
Die Mannschaft kann bisher drei Teilnahmen an der Afrikameisterschaft vorweisen:
| - 1976: nicht qualifiziert - 1985: nicht qualifiziert - 1987: nicht qualifiziert - 1989: 2. Platz - 1991: nicht qualifiziert - 1993: 7. Platz - 1995: 5. Platz - 1997: nicht qualifiziert | - 1999: nicht qualifiziert - 2001: nicht qualifiziert - 2003: nicht qualifiziert - 2005: nicht qualifiziert - 2007: nicht qualifiziert - 2009: nicht qualifiziert - 2011: nicht qualifiziert |

### Mauritius bei den Afrikaspielen
Mauritius’ Volleyballnationalmannschaft der Frauen nahm bisher nicht an den Wettbewerben der Afrikaspiele teil.

### Mauritius beim World Cup
Mauritius kann bisher keine Teilnahme am World Cup – dem Qualifikationsturnier für die Olympischen Spiele – vorweisen.

### Mauritius beim World Grand Prix
Der World Grand Prix fand bisher ohne mauritische Beteiligung statt.